# رود سیاس
رود سیاس (انگلیسی: Syas) یک رودخانه در استان لنینگراد کشور روسیه است.